# Йонади
Йонади (итал. Jonadi) — коммуна в Италии, располагается в регионе Калабрия, подчиняется административному центру Вибо-Валентия.
Население составляет 2660 человек, плотность населения составляет 333 чел./км². Занимает площадь 8 км². Почтовый индекс — 89900. Телефонный код — 0963.
Покровителем населённого пункта считается святитель Николай, Мирликийский Чудотворец, праздник — 6 декабря.